# Jacques Bonnaud
Jacques Bonnaud (Cap-Haïtien, Haití, 7 de octubre de 1740-París, Francia, 2 de septiembre de 1792), sacerdote jesuita haitiano y mártir de la persecución anticatólica durante la revolución francesa. Beatificado por la Iglesia católica en 1926.

## Biografía
Ingresó en la Compañía de Jesús en 1758. A partir de 1764 trabajó en Flandes, donde estudió teología. Inicialmente, realizó actividades docentes en Bretaña, y luego trabajó en París. Después de que la orden fuera removida de la capital, se quedó en el seminario de Saint-Firmin. Después del nombramiento del arzobispo de Lyon en 1787, se convirtió en su vicario general. Fue autor de numerosas publicaciones publicadas bajo seudónimo, en las que se pronunciaba contra los revolucionarios y la constitución civil antipapal. Fue detenido por acciones contra el juramento constitucional. Fue asesinado en un monasterio carmelita el 2 de septiembre de 1792, incorporándose al grupo de las 300 víctimas de las llamadas matanzas de septiembre.
Jacques Bonnaud fue uno de los 191 mártires de París que fueron beatificados por el Papa Pío XI el 17 de octubre de 1926, siendo de este modo el primer haitiano en ser beatificado.